# تيتو فوينتيس
تيتو فوينتيس هو لاعب كرة قاعدة كوبي، ولد في 4 يناير 1944 في هافانا في كوبا.

## وصلات خارجية
- تيتو فوينتيس على موقعبيزبول رفرنس.كوم (الدوري الرئيسي) (الإنجليزية)
- تيتو فوينتيس على موقعبيزبول رفرنس.كوم (الدوري الثانوي) (الإنجليزية)